# 杨师厚
杨师厚（？—915年），五代时期后梁名将。颍州斤沟（今安徽太和北）人。善骑射，原为李罕之部将，以勇猛闻名。唐末，随朱温攻战，历任曹州、徐州、襄州、滑州等地节度使、诸军行营马步都指挥使、检校太尉。后拥重兵屯魏州。鳳曆元年（913年），助梁末帝杀朱友珪，驅逐羅周翰，任魏博节度使，进封邺王。在任控制地方财赋，又挑选精锐，组成银枪效节军。乾化五年（915年）三月死后，亲军叛乱，致使朱梁尽失河北之地。
杨师厚跋扈難制，他死後朱友貞私下在宮中設宴慶賀。

## 延伸阅读
[在维基数据编辑]
 《舊五代史·卷22》，出自薛居正《舊五代史》
 《新五代史/卷23》，出自歐陽修《新五代史》